# Indevillers
Indevillers é uma comuna francesa na região administrativa de Borgonha-Franco-Condado, no departamento de Doubs. Estende-se por uma área de 22,81 km². Em 2010 a comuna tinha 267 habitantes (densidade: 11,7 hab./km²).